# Pepijn II van Aquitanië
Pepijn II van Aquitanië (ca. 823 - Senlis, na 864), was de oudste zoon van Pepijn I van Aquitanië en Ringarde/Ingeltrude van Madrie, een dochter van graaf Theodebert van Madrie. Dat maakt hem een kleinzoon van Lodewijk de Vrome.
Bij de dood van zijn vader in 838 werd hij door de adel van Aquitanië tot opvolger gekozen. Dit paste echter niet in de plannen van Lodewijk de Vrome die  Aquitanië al in 832 had toegezegd aan zijn zoon Karel. Dit vormde de aanleiding tot een langjarig conflict tussen oom en neef.
In 848 wordt Pepijn afgezet door zijn eigen edelen en in 852 gevangen en uitgeleverd. Hij wordt opgesloten in de Sint-Medardusabdij van Soissons. Met de hulp van zijn jongere broer Karel ontsnapt hij in 854. Met steun van vikinghuurlingen trachtte hij zijn gebied te heroveren. 
Teneinde tevens de dreiging van Lodewijk de Duitser, die eveneens Aquitanië claimde, tegen te gaan, werd Karel het Kind, de tweede zoon van koning Karel de Kale, uitgeroepen tot koning van Aquitanië in 855.
Bij een poging Toulouse te veroveren, werd Pepijn II in 864 gevangen en bij edict afgezet. Hij werd opgesloten in het klooster van Senlis waar hij kort nadien is overleden.